# Брэдяну, Аурелия
Аурелия Брэдяну, в девичестве Стойка (рум. Aurelia Stoica-Brădeanu; род. 5 мая 1979, Слатина) — румынская гандболистка, выступавшая на позиции разыгрывающей. Вице-чемпионка мира 2005 года, бронзовый призёр чемпионата Европы 2010 года, чемпионка мира (1999) и Европы (1998) среди молодёжи. Есть сын Давид (07.07.2009).
В составе венгерского «Дьёра» сыграла 155 игр (забила 656 голов) в чемпионате Венгрии, 22 игры (84 гола) в Кубке Венгрии, 60 игр (323 гола) в еврокубках.

## Достижения

### Клубные
- Чемпионка Румынии: 1998, 1999, 2000, 2001, 2002, 2003, 2012
- Победительница Кубка Румынии: 1998, 1999, 2000, 2001, 2002, 2004, 2016, 2017
- Чемпионка Румынии среди юниоров: 1998
- Чемпионка Венгрии: 2005, 2006, 2008, 2009, 2010, 2011
- Вице-чемпионка Венгрии: 2007
- Победительница Кубка Венгрии: 2005, 2006, 2007, 2008, 2009, 2010, 2011
- Финалистка Лиги чемпионов ЕГФ: 2009
- Полуфиналистка Лиги чемпионов ЕГФ: 2004, 2005, 2007, 2008, 2012, 2013
- Финалистка Кубка ЕГФ: 2005
- Финалистка Кубка обладателей кубков ЕГФ: 2002

### В сборной
- Вице-чемпионка мира: 2005
- Бронзовый призёр чемпионата мира: 2015
- Бронзовый призёр чемпионата Европы: 2010
- Чемпионка мира среди молодёжи: 1999
- Чемпионка Европы среди молодёжи: 1998

### Личные
- Гандболистка года в Румынии: 2003, 2013
- Орден «За спортивные заслуги» II степени: 2006[1]
- Медаль «За спортивные заслуги» II степени I типа: 2011[2]
- Почётный гражданин Бухареста: 2016[3]